# Koszykarz Buddy
Koszykarz Buddy (ang. Air Bud) – kanadyjsko-amerykańska komedia familijna z 1997 roku. Film zapoczątkował całą serię o psie sportowcu.

## Fabuła
Młody chłopiec Josh Framm po śmierci ojca przeprowadził się wraz z matką i siostrą do niewielkiego miasteczka Fernfield. Josh, z powodu swojej nieśmiałości, nie potrafi odnaleźć się w nowym środowisku. Jest zagorzałym miłośnikiem koszykówki, nie ma jednak odwagi wstąpić do szkolnej drużyny. Pewnego razu chłopiec zaprzyjaźnia się z bezpańskim psem, któremu nadaje imię Buddy. Okazuje się, że zwierzę to należało kiedyś do klauna, który nauczył je grać w koszykówkę.

## Obsada
- Kevin Zegers - Josh Framm
- Michael Jeter - Norman Snively
- Wendy Makkena - pani Jackie Framm
- Bill Cobbs - trener Arthur Chaney
- Eric Christmas - sędzia Cranfield
- Jonas Fredrico - Julius Aster
- Nicola Cavendish - dyrektorka Pepper
- Brendan Fletcher - Larry Willingham
- Norman Browning - Buck Willingham
- James Manley - profesor Plum
- Stephen E. Miller - trener Joe Barker
- Shayn Solberg - Tom Stewart